# TT99
La tombe thébaine TT 99 est située à Cheikh Abd el-Gournah, dans la nécropole thébaine, sur la rive ouest du Nil, face à Louxor en Égypte.
C'est la sépulture d'un noble égyptien, Sennéferi, contremaître des titulaires des scellements sous le règne de Thoutmôsis III.
La tombe a été étudiée depuis juin 1992 par Nigel C. Strudwick, un égyptologue britannique, pour l'université de Cambridge.

## Famille
Sa femme Taiamou est décrite dans sa tombe mais on ne sait rien à son sujet.
Ses deux parents sont nommés à plusieurs reprises dans la tombe ainsi que sur une statue conservée au British Museum. Une scène dans la tombe montre Haydjéhouty et Zatdjéhouty prendre part à un rituel d'offre auprès de Sennéferi ; ils n'étaient pas d'un statut particulièrement élevé.
Son père Haydjéhouty est toujours appelé Zab dans la tombe.
Sa mère Zatdjéhouty porte le titre de « dame de la maison ». Elle est représentée adorant Osiris avec Sennéferi dans la salle devant le tombeau, et a probablement été représenté avec lui et son mari à l'arrière de la tombe.
Ses enfants ne sont pas inscrits dans la tombe TT99, même s'ils sont mentionnés en termes généraux sur l'un des piliers dans la salle arrière. Toutefois, la tombe perdue C3 semble être le lieu de repos de sa fille avec son mari Amenhotep ; Senneferi y est mentionné avec une esquisse du plan de cette tombe.